# صومعة سرا
صومعة سرا (بالفارسية: صومعه‌سرا) هي مدينة تقع في إيران في غيلان. يقدر عدد سكانها بـ 36,522 نسمة.

المنتجات الرئيسية لهذه المدينة هي الأرز، والشاي، وقصب السكر، وخيوط الحرير، والتبغ، والفراولة، والزعفران، والدجاج، وخشب التنوب الصناعي، والأجزاء الإلكترونية. تقع مدينة صومعة سرا على بعد حوالي ثلاثة وعشرين كيلومترًا من مركز المحافظة، وتُعتبر من المدن المتقدمة في غرب جيلان، وبحسب الإحصائيات فإن مدينة صومعة سرا هي أكبر مركز لإنتاج الدجاج في إيران.

## أعلام
- افشين ناظمي